# 大阪ストラット・パートII
『大阪ストラット・パートII』（おおさか-ツー）は、1995年5月21日に発売されたウルフルズ7枚目のシングル。発売元は東芝EMI。

## 解説
大瀧詠一のアルバム『NIAGARA MOON』収録曲「福生ストラット Part2」のカバーであるが、固有名詞を大阪のものに差し替え、1人コント仕立てのラップ（歌詞に登場する「宮内」はICEの宮内和之）を挿入するなど、大胆なアレンジをしている。
竹内鉄郎演出によるミュージック・ビデオは大阪ミナミで撮影。
ラップ部分はトータス松本が1人6役を演じ、ウルフルケイスケは大阪城天守をバックにギター・ソロを披露。
後に未発表音源として、一部歌詞違いの「大阪ストラット（パート1）」が「バンザイ 〜10th Anniversary Edition〜」に収録された。

## 収録曲
1. 大阪ストラット (SINGLE VERSION)
  - 作詞・作曲：大瀧詠一　編曲：ウルフルズ、伊藤銀次
2. 大阪ストラット (INSTRUMENTAL VERSION)
  - 作詞・作曲：大瀧詠一　編曲：ウルフルズ、伊藤銀次
3. 大阪ストラット ("BLACKSMITH" REMIX VERSION)
  - 作詞・作曲：大瀧詠一　編曲：ウルフルズ、伊藤銀次

## タイアップ
- 讀賣テレビ放送 「大阪ほんわかテレビ」オープニングテーマ。